# Gênio (pessoa)

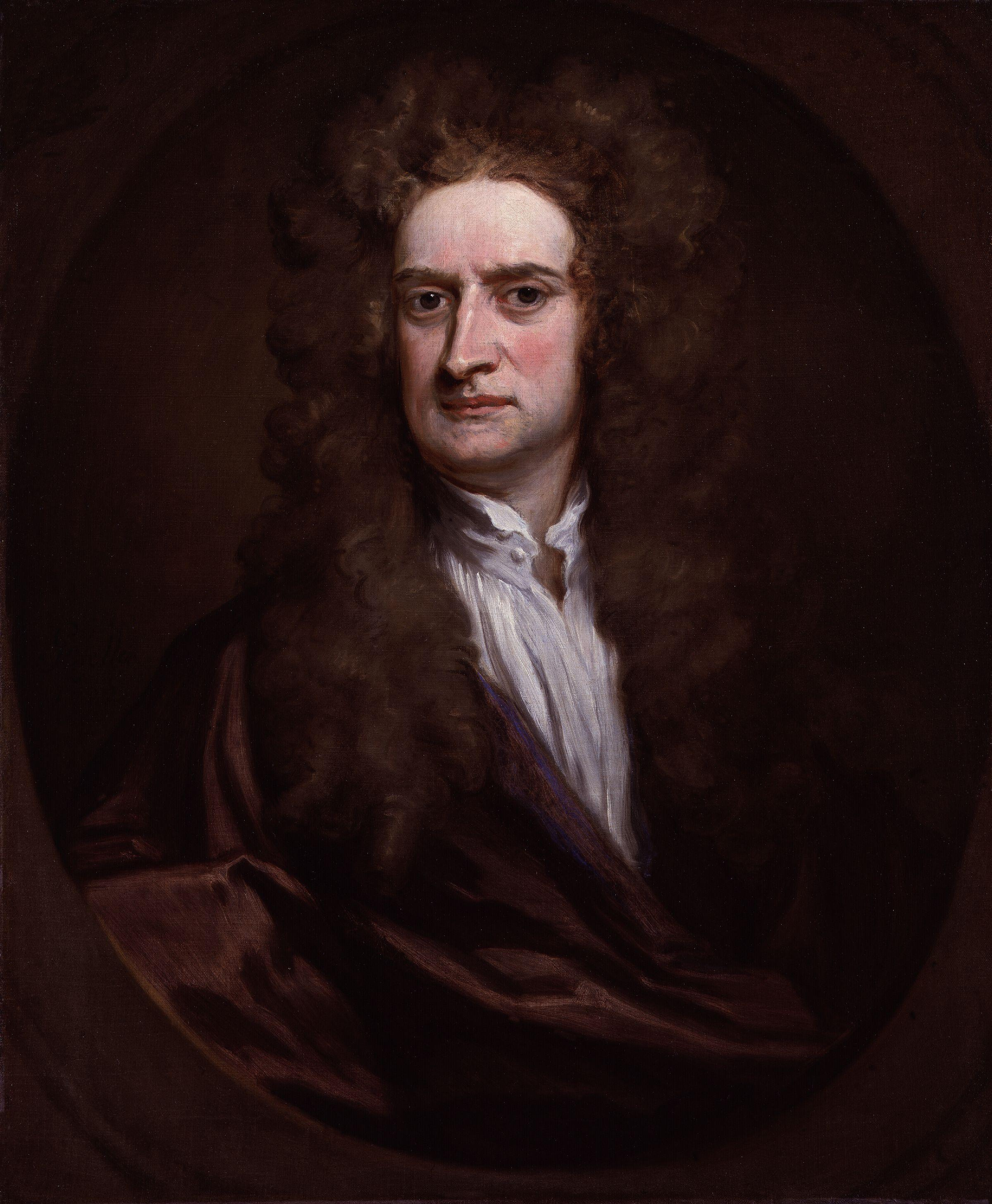
Isaac Newton, um gênio cientista e teólogo.

Um gênio (português brasileiro) ou génio (português europeu) é uma pessoa com grande capacidade mental. Ela pode se manifestar por um intelecto de primeira grandeza, ou um talento criativo fora do comum. Na primeira escala de classificação para níveis cognitivos, proposta por Lewis Madison Terman, em 1916, eram classificados como "gênios" as pessoas que obtivessem pontuação acima de 150, e "quase gênio" (near genius) entre 140 e 150, numa padronização com média = 100 e desvio-padrão = 16. Posteriormente, em 1928, essas classificações foram modificadas e passou-se a considerar "gênio" somente quem obtivesse pontuação acima de 180, também numa padronização com média = 100 e desvio-padrão = 16. Para David Wechsler, o termo "gênio" poderia ser aplicado a quem obtivesse escore acima de 127, numa padronização com média = 100 e desvio-padrão = 15. Mais tarde, passou a classificar como "gênio" quem obtivesse pontuação acima de 150. Pela classificação mais recente do Stanford-Binet V (2003), o termo gênio é aplicado a quem obtém escore acima de 160, sendo reservado o termo "superdotado" para quem obtém pontuação entre 145 e 160.
O termo "gênio" também se aplica a alguém que seja um polímata ou alguém habilidoso em muitas áreas intelectuais. O termo se aplica com precisão a habilidades mentais, mais que físicas, embora seja também usado coloquialmente para indicar a posse de um talento superior em qualquer campo.
Deve-se ter em consideração que é perigoso tomar como referência as pontuações em testes de QI quando se deseja fazer um diagnóstico razoavelmente correto de genialidade. Há que se levar em consideração que em todos as pontuações, e em todas as medidas, existe uma incerteza inerente, bem como os resultados obtidos nos testes representam a performance alcançada por uma pessoa em determinadas condições, não refletindo necessariamente a capacidade total ou ótima da pessoa em condições ideais. Fatores como sono, cansaço, estresse, desmotivação, ansiedade, entre outros, podem prejudicar os resultados nos testes, bem como fatores como a sorte podem inflacionar resultados em testes de múltipla escolha. E o mais importante: a grande maioria dos testes cognitivos usados em clínicas se baseia em questões demasiado elementares, inadequadas para estimar a capacidade intelectual em níveis muito altos. Isso gera muitas distorções quando se tenta diagnosticar "genialidade" com base num teste de QI. O ganhador do Nobel de Física Richard Feynman, por exemplo, obteve escore 125 num teste de QI, e foi considerado portador de uma das mentes mais brilhantes do século XX, ao passo que alguns professores medianos de Física frequentemente alcançam escores de 140 a 160, desde que tenham pensamento rápido, já que a rapidez para resolver problemas simples é um quesito para se obter bons resultados em testes de QI tradicionais. Outro exemplo é o campeão mundial de Xadrez Garry Kasparov, que obteve escores 123 e 135 em dois testes de QI, sendo que sua genialidade é indiscutível. Fatos como este, quando não são adequadamente analisados, podem colocar em dúvida a validade dos testes de QI e os diagnósticos baseados nos testes.
Por isso, quando se trata do conceito de "gênio", é mais recomendável que o "diagnóstico" seja baseado na produção intelectual.
- Há uma fina linha entre genialidade e loucura. Eu apaguei essa linha."

- citado em "Frases Geniais‎" - Página 40, de Paulo Buchsbaum
A partir desse tema, também não podemos desconsiderar a citação:  "Nem que seja para fazer alfinetes, o entusiasmo é indispensável para sermos bons no nosso ofício."
- Ne fit-on que des épingles, il faut être enthousiaste de son métier pour y exceller.  - "Observations sur la Sculpture et sur Bouchardon" in: "Oeuvres de Denis Diderot", Volume 4‎ - Página 575, Denis Diderot - A. Belin, 1818
é uma citação atribuída a Denis Diderot. Ela destaca a importância do entusiasmo como elemento fundamental para o bom desempenho em qualquer tipo de trabalho.
Em 1973, Kevin Langdon criou os primeiros testes de inteligência sem limite de tempo, e com nível de dificuldade muito mais alto que o dos testes de QI tradicionais. Entre 1982 e 1985, Ronald Hoeflin criou outros três testes difíceis e sem limite de tempo, seguindo a mesma linha. Nas primeiras normatizações, estimava-se que estes testes seriam capazes de medir corretamente o QI até cerca de 190, enquanto os testes de QI tradicionais, como WAIS, Stanford-Binet, Cattell, Raven etc., só podiam medir corretamente até cerca de 135. Em normatizações mais recentes (2003-2006) e mais rigorosas, verificou-se que os testes de Hoeflin possuem um teto de validade perto de 165, sendo questionável a validade dos escores obtidos nos testes de Hoeflin que superem o patamar de 170. No final dos anos 1990 e início do século XXI, houve um surto de novos testes difíceis, criados por membros de sociedades de alto Q.I., e atualmente existem dezenas de testes que pretendem medir adequadamente o QI até cerca de 180 ou mais, embora seja discutível se de fato os escores acima de 165 nestes testes são representações adequadas da capacidade intelectual. De qualquer modo, como são testes muito difíceis, complexos e demandam meses ou anos para serem solucionados, isso os torna mais semelhantes aos desafios intelectuais da vida acadêmica e faz com que representem melhor o nível de produção intelectual das pessoas examinadas. Empresas de alta tecnologia, como IBM e Microsoft, desenvolvem seus próprios testes cognitivos para selecionar seus colaboradores, geralmente com nível de dificuldade intermediário entre os testes de QI tradicionais e os testes mais difíceis criados por Langdon, Hoeflin, Lygeros e outros.
Para uma distribuição normal de escores com média 100 e desvio-padrão 16, um QI 180 corresponde a 5 desvios-padrão acima da média. Isso representa um nível de raridade de 1 em 3.500.000. Ou seja, há atualmente no mundo cerca de 2.000 pessoas com Qi neste nível de raridade. Assim, o nível de raridade acaba sendo um parâmetro adequado para atribuir o predicado de "gênio".

## Etimologia
Na Roma antiga, o gênio era o espírito guia ou "tutelar" de uma pessoa, ou mesmo de uma gens inteira. Um termo relacionado é genius loci, o espírito de um local específico. Por contraste a força interior que move todas as criaturas viventes é o animus. Um espírito específico ou daimon, pode habitar uma imagem ou ícone, dando-lhe poderes sobrenaturais.
Um termo comparável do folclore árabe é djin, frequentemente traduzido como "gênio". Note, todavia, que este termo é um falso amigo, não um cognato. Para mais informações sobre as raízes etimológicas, veja gênio.

## Dotados
Gênios são dotados de excepcional brilhantismo, mas frequentemente também são insensíveis às limitações da mediocridade, bem como são emocionalmente muito sensíveis, algumas vezes ambas as coisas. O termo prodígio indica simplesmente a presença de talento ou gênio excepcional na primeira infância. Os termos prodígio e criança prodígio são sinônimos, sendo o último um pleonasmo.
Gênios artísticos podem se manifestar na primeira infância (prodígio) ou mais tarde na vida; de qualquer forma, os gênios eventualmente se diferenciam do restante através de grande originalidade. Gênios intelectuais geralmente tem visões nítidas e concisas de uma dada situação, na qual a interpretação é desnecessária - os factos simplesmente os impactam e eles constroem ou agem de acordo com estes factos, geralmente com tremenda energia. Aqui também, gênios consumados em campos intelectuais começam em muitos casos como prodígios, privilegiados com memória superior, reconhecimento de padrões ou apenas percepção.
A habilidade clássica do gênio musical é a capacidade de reter muitas melodias diferentes em sua cabeça, simultaneamente, e discernir como elas interagem juntas. É dito que os grandes compositores clássicos (Bach, Mozart, etc) podiam reter 5, 6 ou mesmo 7 melodias diferentes em suas mentes de uma vez. Eles podiam escrever músicas complicadas, com muitas partes diferentes simultaneamente sem a necessidade de ouví-la sendo tocada. Em comparação, uma pessoa média pode reter somente uma única melodia em sua mente.
Uma teoria desenvolvida pelo professor de Harvard Howard Gardner, em seu livro de 1983 Frames of Mind, declara que existem sete tipos de inteligência, cada qual com seu tipo de gênio. Veja teoria das inteligências múltiplas para saber mais sobre esse ponto de vista.
O psicopedagogo israelense Reuven Feuerstein desenvolveu a Teoria da modificabilidade cognitiva estrutural. Esta, afirma que o ser humano pode "aprender" a ser inteligente em qualquer fase da vida.
A inteligência é excepcionalmente difícil de quantificar. A medida padrão nos Estados Unidos e em outros países é o teste de Q.I.. Este teste é criticado por muitos por medir somente alguns aspectos da inteligência (discutem-se os aspectos acadêmicos e etnocêntricos). Além disso, quando se trata de "genialidade", o nível de dificuldade dos testes de QI é absolutamente inadequado. Quando convidaram Gregori Perelman a se submeter a um teste de QI, ele riu quando viu as questões. Por analogia, seria como tentar medir o talento de Shakespeare ou Dostoiévski com base na velocidade que soletram palavras. O fato de terem ou não uma habilidade especial para soletrar rapidamente não diz nada sobre seus talentos mais requintados para lidar com assuntos muito mais complexos, não diz nada sobre a criatividade, o poder analítico e outros atributos que são realmente imprescindíveis a um gênio. Isso não significa que os testes de QI não sirvam para nada. Os testes de QI são excelentes instrumentos objetivos, imparciais e precisos para se medir o nível intelectual dentro do intervalo de escores de 60 a 130 de QI, eventualmente são válidos também abaixo de 60, se tiverem sido adequadamente normatizados para isso e não envolvem múltipla escolha. Quando são de múltipla escolha, é importante que se tome o cuidado de não confundir a distribuição aleatória dos acertos casuais com a distribuição de níveis intelectuais para os escores mais baixos. O problema ocorre quando se tenta usar testes de QI fora dos limites de sua aplicabilidade, como seria o caso de tentar classificar "genialidade".

## Limitações
Gênios são frequentemente acusados de falta de senso comum. Casos de gênios em determinadas áreas sendo incapazes de "captar" conceitos corriqueiros são abundantes e antigos; Platão, no Theaetetus fornece uma anedota pitoresca sobre a distração de Thales. Einstein, supostamente, muitas vezes se esquecia se tinha almoçado e costumava calçar meias de cores diferentes. O foco intenso que um gênio coloca em um determinado assunto pode parecer de natureza obsessiva-compulsiva, mas pode também ser simplesmente o resultado de uma escolha feita pelo indivíduo. Se alguém está realizando um trabalho revolucionário em algum campo, a manutenção dos outros elementos da vida pode ser logicamente relegada à insignificância. Apesar da ideia do professor distraído não ser totalmente desprovida de valor, um gênio encontrará tantos problemas emocionais como qualquer outra pessoa. Note as peculiaridades de figuras como Glenn Gould e Bobby Fischer. Tais exemplos são provavelmente produtos de instabilidade mental ou emocional, em vez de gênio per se, embora haja uma correlação pesquisada  entre QI e desajustamento social.
Problemas sócio-emocionais são mais preponderantes em gênios com um QI acima de 145. Desenvolvimento assíncrono é a causa principal disto. Como a maioria das crianças não compartilham os interesses, vocabulário ou desejo de organizar actividades das crianças dotadas, as crianças gênio podem ser afastadas da sociedade.
Algumas pesquisas mostram que outras razões além do desajuste tornam difícil para os gênios obterem companhia. Como a inteligência de uma pessoa aumenta, aqueles que elas consideram como pares constituem-se num número cada vez menor de pessoas. Por exemplo, para um QI de 135 somente uma em cada 100 pessoas terá QI igual ou superior. Este número encolhe significativamente a medida que o QI sobe.
Leta Hollingworth introduziu a ideia de uma "faixa de comunicação" efetiva baseada no QI. De acordo com sua teoria, para ser-se um líder efetivo de seus contemporâneos, alguém deve ser mais inteligente, mas não muito mais inteligente do que aqueles que deverá liderar. Isto implica que os gênios podem não ser bons líderes daqueles substancialmente menos dotados e que eles podem nutrir desdém pela autoridade. A teoria também declara que crianças e adultos tornam-se intelectualmente isolados de seus contemporâneos quando existe uma diferença de 30 pontos no QI.
É importante notar que fatores sociais e econômicos podem impedir a expressão de um gênio. Tais fatores incluem expectativas sociais em relação às mulheres e repressão de minorias. Por este motivo, os aparentes pendores pró-homens e pró-europeus nos gênios atuais e do passado podem não indicar uma diferença real na incidência de gênios biológicos em outros grupos.

## Na filosofia
Na filosofia de Arthur Schopenhauer, um gênio é uma pessoa na qual o intelecto prevalece sobre a vontade muito mais do que numa pessoa mediana. Na Estética de Schopenhauer, esta predominância do intelecto sobre a vontade permite ao gênio criar trabalhos artísticos ou acadêmicos que são objectos de pura e desinteressada contemplação, o principal critério da experiência estética para Schopenhauer. Seu distanciamento das preocupações mundanas significa que os gênios de Schopenhauer frequentemente demonstram características de desadaptação quanto a tais preocupações; nas palavras de Schopenhauer, eles caem na lama enquanto fitam as estrelas.
Na filosofia de Immanuel Kant, gênio é a capacidade para atingir independentemente e compreender conceitos que normalmente teriam de ser ensinados por outra pessoa. No Dicionário Kant, Howard Caygill fala que o caráter essencial do "gênio" para Kant era a originalidade. Este gênio é um talento para produzir ideias que podem ser descritas como não-imitativas. A discussão de Kant sobre as características do gênio está grandemente contida na Crítica do Julgamento e foi bem recebida pelos românticos do início do século XIX.